# ديف غيلبرت (لاعب كريكت)
ديف غيلبرت (29 ديسمبر 1960 في أستراليا - ) (بالإنجليزية: Dave Gilbert)‏ هو لاعب كريكت أسترالي. شارك مع منتخب أستراليا الوطني للكريكت. أما مع النوادي، فقد لعب مع فريق جنوب ويلز الجديد للكريكت ‏.

## وصلات خارجية
- ديف غيلبرت على موقع إي آس بي آن كريك إنفو (الإنجليزية)